# Raymond Carver
Raymond Carver (* 25. Mai 1938 in Clatskanie, Oregon; † 2. August 1988 in Port Angeles, Washington) war ein US-amerikanischer Schriftsteller und Dichter.

## Leben
Raymond Carver wurde in Clatskanie (Oregon) geboren und wuchs in Yakima (Washington) auf.
Carver studierte Creative Writing bei dem Autor John Gardner am Chicago State College. Am Humboldt State College in Kalifornien, wo er 1963 einen B.A. erwarb, und an der University of Iowa setzte er sein Studium fort. Er veröffentlichte zu Lebzeiten in verschiedenen Zeitschriften, darunter The New Yorker und Esquire, eine Anzahl von Erzählungen, zum Teil Kurzgeschichten, die aus dem Leben einfacher Menschen berichten. Seine Arbeiten zeichnen sich durch ihren lakonischen Stil aus, an dem sein Lektor beim Esquire, Gordon Lish, großen Anteil hatte. In den letzten Jahren wurden Lishs zum Teil massive Eingriffe in Carvers Texte zunehmend kritisiert. Noch zu Lebzeiten von Carver erschienen einzelne Erzählungen in einer von diesen Eingriffen gesäuberten Form. Stilistisch wird Carver dem literarischen Minimalismus zugerechnet.
Carver war mit der Lyrikerin Tess Gallagher verheiratet und gut befreundet mit Tobias Wolff und Richard Ford. Im Jahre 1988 wurde er in die American Academy of Arts and Letters aufgenommen.
Seit seiner Zeit am Humboldt State College bis zehn Jahre vor seinem Tod war Carver Alkoholiker. Viele seiner Geschichten zeugen von seiner Alkoholsucht.
Carver starb im Alter von 50 Jahren in Port Angeles (Washington) an Lungenkrebs.
Carvers Erzählungen wurden von Haruki Murakami ins Japanische übersetzt.

## Rezeption
Carver kann als letzter bedeutender Vertreter der US-amerikanischen Kurzgeschichte im 20. Jahrhundert betrachtet werden, der zudem ähnlich wie Ernest Hemingway eine breite Wirkung auf die Literatur außerhalb seines Landes ausübte. Sein 1981 erschienener Band What We Talk About When We Talk About Love, ins Deutsche als Wovon wir reden, wenn wir von Liebe reden übersetzt, löste in Deutschland eine Welle von Neuerscheinungen aus, die sich der Gattung im minimalistischen Stil Carvers annahmen, darunter Sommerhaus, später von Judith Hermann, Simple Storys von Ingo Schulze und Liebesfluchten von Bernhard Schlink.
A. L. Kennedy schildert, warum ihre Bibliothek Werke von Raymond Carver enthält: „Here is the volume of Raymond Carver I threw across the room when I was a student because it was so amazing, so tender with broken people.“
Nach Carvers Tod wurde bekannt, dass sein Lektor Gordon Lish einen maßgeblichen Beitrag zu seinem lakonischen Stil leistete, indem er teilweise ganze Szenen strich. Dies löste einen Streit über die Autorschaft der Texte aus. Von What We Talk About When We Talk About Love liegt mit Beginners eine ungekürzte Ausgabe vor.

## Werke
- Kathedrale. Übersetzung Klaus Hoffer. München : Piper, 1985
- Wovon wir reden, wenn wir von Liebe reden. Übersetzung Klaus Hoffer. München : Piper, 1989
- Warum tanzt ihr nicht. Übersetzung Claudia Wenner. München : Piper, 1992
- Würdest Du bitte endlich still sein, bitte ... Übersetzung Helmut Frielinghaus. Berlin : Berlin-Verlag, 2000. ISBN 3-442-76007-0
- Erste und letzte Stories. Übersetzung Helmut Frielinghaus. Berlin : Berlin-Verlag, 2002. ISBN 3-8333-0098-1
- Ferne (ursprüngliche Version der Story Alles klebte an ihm). In: Krachkultur 12/2008
- Beginners: Uncut – Die Originalfassung. Frankfurt: S. Fischer Verlag, 2012. ISBN 3-10-010150-2

Von Carvers Lyrik ist auf Deutsch bisher nur erhältlich:
- Gorki unterm Aschenbecher. Übersetzung Uwe Hienz. Maro-Verlag, 1992. ISBN 3-87512-209-7
- Gedichte (kleine Auswahl aus den letzten Gedichten). In: Krachkultur 12/2008
- Ein neuer Pfad zum Wasserfall, letzte Gedichte, S. Fischer Verlag 2013

## Verfilmungen
- 1993: Short Cuts, Regie: Robert Altman
- 2006: Jindabyne – nach der Kurzgeschichte So Much Water So Close to Home, Regie: Ray Lawrence
- 2010: Everything Must Go (dt.: Alles muss raus) – nach der Kurzgeschichte Why don't you dance, Regie: Dan Rush

## Sekundärliteratur
- Jutta Person: Less is More. Minimalismus in der Kurzprosa Raymond Carvers, Frederick Barthelmes und Mary Robisons, WVT Wissenschaftlicher Verlag Trier 1999
- Helmut Frielinghaus: Raymond Carver und sein Entdecker und Lektor Gordon Lish, in: Krachkultur 12/2008